# Babasik
Babasik (babaskik) – zwyczaj ludowy związany z obrządkami wielkanocnymi, żeński śmigus-dyngus, występujący na ziemi krakowskiej, głównie w okolicach Wieliczki i Bochni.
W poniedziałek wielkanocny mężczyźni oblewali wodą kobiety na znak oczyszczenia, co również miało sprzyjać płodności. W odwecie za lany poniedziałek, w kolejny dzień kobiety oblewały mężczyzn, stąd wzięła się też nazwa zabawy – babasik. Wzajemne gonitwy i chlustanie się wodą często przedłużało się na następne dni, dlatego powstało znane przysłowie „aż do Zielonych Świątek, można lać się w każdy piątek”.
Według Oskara Kolberga, zamiast wody można też było używać wina. Osoba, która mogła sobie na to pozwolić, polewała trunkiem tych, do których czuła sympatię, pokazując przy tym swoją pozycję społeczną.
Mężczyźni najchętniej przyłapywali kobiety w łóżkach, w których można było je przytrzymać i oblać wodą, one same niestety nie mogły się odwzajemnić podobnym, ponieważ nie były tak silne, żeby stawić opór.
Lokaje i hajducy musieli donosić wody w cebrach, a podłoga i meble w domach były całe schlustane, gdyż obrządek polewania wodą przeradzał się w zabawę, gonitwy, oblewanie od stóp do głowy, gdzie woda lała się strumieniami.